# Antônio Prado
Antônio Prado é um município localizado na Serra Gaúcha. A cidade faz parte do estado do Rio Grande do Sul, no sul do Brasil. Possui o maior acervo arquitetônico tombado pelo IPHAN, referente à colonização italiana no Brasil. Sua população está estimada em 13.041 pessoas.

## História
A Serra Gaúcha já era habitada por índios caigangues desde tempos imemoriais, os quais foram desalojados violentamente pelos chamados "bugreiros", por conta de uma política oficial do governo brasileiro de "embranquecimento" da população. Isso abriu espaço, no final do século XIX, para que o governo do Império do Brasil colonizasse a região com uma população europeia.
Até o ano de 1880, a floresta milenar que revestia inteiramente o atual município de Antônio Prado era percorrida apenas por indígenas tapes e coroados (caingangues), que se alimentavam dos frutos dos imensos pinhais. Nem os missionários jesuítas, que fundaram a Vacaria dos Pinhais, nem o Padre Francisco Ximenes, que em 1633 efetuou o levantamento da região, nem a bandeira de Raposo Tavares, em 1863, chegaram até o local. Os fazendeiros dos Campos da Vacaria, que no século XIX penetravam na mata que circunda o campo, ocupando terras para implantar suas lavouras e invernadas, não chegaram a ultrapassar a atual linha divisória do município.
Por volta de 1880, Simão David de Oliveira se estabeleceu na margem direita do Rio das Antas. Ele viera a pé de São Paulo, adentrando o território gaúcho por Vacaria. Costeou o Rio Vieira, descendo até o Rio das Antas, em busca de um lugar para construir seu rancho. No único trecho de terras planas que encontrou, junto à foz do Rio Leão e do Arroio Tigre, Simão se fixou. A picada conhecida como Passo do Simão, em princípio de 1886, daria acesso à nova colônia.
Ficou estabelecido em 1885 pelo Imperador D. Pedro II e por outras autoridades que, durante o período de 1886 e 1887, seria criado um núcleo de colonização na margem direita do Rio das Antas. Esse núcleo não tinha nome, por isso o bacharel Manoel Barata Góes, engenheiro-chefe da Comissão de Medição de Lotes, sugeriu e solicitou que fosse dado à nova colônia o nome de Antônio Prado, em homenagem a Antônio da Silva Prado, fazendeiro paulista que, como Ministro da Agricultura da época, promoveu a vinda dos imigrantes italianos ao Brasil e instalou núcleos coloniais no Rio Grande do Sul.
Antônio Prado foi a última colônia italiana criada pela governo imperial. Em 1886, os primeiros italianos se instalam na região, dedicando-se à pequena agricultura. Atualmente, é considerada a cidade com maior influência italiana no Brasil.
O distrito foi criado com a denominação de Antônio Prado pelo Ato Municipal nº 66, de 26 de setembro de 1894, subordinado ao município de Vacaria. Desmembrado de Vacaria, Antônio Prado é elevado à categoria de vila pelo Decreto Estadual nº 220, de 11 de fevereiro de 1899.
Em divisão territorial datada de 2015, o município é constituído de três distritos: Antônio Prado, Linha 21 de Abril e Santana.
Em 28 de setembro de 2016 foi cooficializada a língua talian no município.

### Origem do nome
O nome da cidade é homenagem ao fazendeiro paulista Antônio da Silva Prado, que instalou núcleos coloniais no Rio Grande do Sul e promoveu a imigração de italianos para o país, quando foi Ministro da Agricultura.

## Política
Antes da emancipação, a Colônia Antônio Prado era administrada pela diretoria da comissão de terras e colonização, indicada pelo Governo. Após a criação do município, por intendentes e prefeitos nomeados, eleitos pelo Poder Legislativo, ou pela população.
| Nº | Diretor                          | Período   |
| -- | -------------------------------- | --------- |
| 1  | Manoel Barata Góes               | 1886-1887 |
| 2  | Francisco Jasmin da Silva Guerra | 1887-     |

| Nº | Nome                         | Início do mandato | Fim do mandato | Observações                                           |
| -- | ---------------------------- | ----------------- | -------------- | ----------------------------------------------------- |
| 1  | Innocencio de Mattos Miller  | 25/03/1899        | 31/07/1899     | Intendente nomeado pelo governador Borges de Medeiros |
| 1  | Innocencio de Mattos Miller  | 01/08/1899        | 1907           | Intendente eleito e reeleito                          |
| 2  | Cristiano Ziegler            | 1907              | 1910           | Intendente eleito                                     |
| 3  | Innocencio de Mattos Miller  | 1911              | 1922           | Intendente eleito                                     |
| 4  | Caetano Reginatto            | 1922              | 1927           | Vice-intendente e intendente eleito                   |
| 5  | Francisco Marcantônio        | 1927              | 1935           | Intendente e prefeito                                 |
| 6  | Oscar Hampe                  | 1935              | 1942           |                                                       |
| 7  | Alberto Zanardi              | 1944              | 1945           |                                                       |
| 8  | Carlos Rotta                 | 1945              | 1947           |                                                       |
| 9  | Waldemar Mansueto Grazziotin | 1947              | 1951           |                                                       |
| 10 | Vicente Palombini            | 1952              | 1955           |                                                       |
| 11 | Waldemar Mansueto Grazziotin | 1956              | 1959           |                                                       |
| 12 | Cláudio Policarpo Bocchese   | 1959              | 1963           |                                                       |
| 13 | Luiz Baggio                  | 1963              | 1969           |                                                       |
| 14 | Valdomiro Bocchese           | 1969              | 1973           |                                                       |
| 15 | Vitório Dotti                | 1973              | 1977           |                                                       |
| 16 | Lino Celso Zaccani           | 1977              | 1983           |                                                       |
| 17 | Valner José Borges           | 1983              | 1988           |                                                       |
| 18 | Ulisses Vitório Pasa         | 1989              | 1992           |                                                       |
| 19 | Clóvis Pedro Zulian          | 1992              | 1996           |                                                       |
| 20 | Eucides Carra                | 1996              | 2000           |                                                       |
| 21 | Clóvis Pedro Zulian          | 2000              | 2004           |                                                       |
| 22 | Marcos Scopel                | 2004              | 2012           |                                                       |
| 23 | Nilson Camatti               | 2013              | 2016           |                                                       |
| 24 | Juarez Santinon              | 2017              | 2020           |                                                       |
| 25 | Roberto Dalle Molle          | 2021              | 2024           |                                                       |

## Geografia
Antônio Prado localiza-se a uma latitude 28º51'30" sul e a uma longitude 51º16'58" oeste, estando a uma altitude de 658 metros.
Possui uma área de 343,28 km² e sua população estimada em 2018 é de 13.055 habitantes. Densidade demográfica real é 37 hab/km².

### Etnias
Antônio Prado é um cidade formada em sua imensa maioria por brasileiros de ascendência europeia, possuindo uma das maiores porcentagens de ítalo-brasileiros do país. As outras etnias europeias compõem uma pequena minoria, enquanto que pessoas de origem africana, mestiça e indígena compõem o restante.
| Cor ou raça | Porcentagem (IBGE 2000) |
| ----------- | ----------------------- |
| Brancos     | 91,8%                   |
| Pretos      | 2,3%                    |
| Pardos      | 5,2%                    |
| Indígenas   | 0,6%                    |

## Cultura
A cidade possui o maior e o mais completo conjunto arquitetônico da colonização italiana no Brasil, com 48 imóveis do centro urbano tombados pelo Instituto do Patrimônio Histórico e Artístico Nacional desde a década de 1980. Outros imóveis na zona rural de Antônio Prado igualmente sobreviveram ao tempo e se revestem de grande valor histórico e arquitetônico, como marcos da colonização italiana no sul do Brasil.
Em 1995, a cidade recebeu a equipe de filmagens de O Quatrilho, o segundo filme brasileiro a ser indicado ao Oscar. Algumas ruas da área central tiveram os paralelepípedos cobertos de terra e os postes de iluminação foram retirados para que fossem recriadas as ruas da cidade de Caxias do Sul no início do século XX.

## Cidades-irmãs
- Cavaion Veronese, Verona, Itália[20]
- Rotzo, Vicenza, Itália[20]